# Fragile (album Yes)
Fragile – czwarty album studyjny grupy Yes wydany w 1971. Tytuł albumu był inspiracją dla nazwy peruwiańskiego, progresywnego zespołu Frágil.

## Lista utworów
Album zawiera następujące utwory:
| 1. | Roundabout (Anderson/Howe)                       | 8:29  |
|    |                                                  |       |
| 2. | Cans and Brahms (Johannes Brahms aranż. Wakeman) | 1:35  |
|    |                                                  |       |
| 3. | We Have Heaven (Anderson)                        | 1:30  |
|    |                                                  |       |
| 4. | South Side of the Sky (Anderson/Squire)          | 8:04  |
|    |                                                  |       |
| 5. | Five Percent for Nothing (Bruford)               | 0:35  |
|    |                                                  |       |
| 6. | Long Distance Runaround (Anderson)               | 3:33  |
|    |                                                  |       |
| 7. | The Fish (Schindleria Praematurus) (Squire)      | 2:35  |
|    |                                                  |       |
| 8. | Mood for a Day (Howe)                            | 3:57  |
|    |                                                  |       |
| 9. | Heart of the Sunrise (Anderson/Bruford/Squire)   | 10:34 |
|    |                                                  |       |
|    |                                                  | 40:52 |
|    |                                                  |       |
Dodatkowe nagrania umieszczone na wydanej w roku 2003 reedycji albumu (digipak):
| 1. | America                      | 10:33 |
|    |                              |       |
| 2. | Roundabout (early rough mix) | 8:35  |
|    |                              |       |
|    |                              | 19:08 |
|    |                              |       |

## Twórcy
Twórcami albumu są:
- Jon Anderson – śpiew
- Bill Bruford – perkusja
- Steve Howe – gitara, śpiew
- Chris Squire – gitara basowa, śpiew
- Rick Wakeman – instrumenty klawiszowe
- Roger Dean – projekt graficzny
- Gary Martin – inżynier
- Briane Lane – koordynator

## Nagrody i pozycja na listach
Na liście Billboardu w 1972
- Album – 4. na liście Billboard Pop Album
- singel „Roundabout” – 13. miejsce w kategorii Pop Singles[8]

Na liście Billboardu w 1984 (reedycja CD)
- Album – 188. na liście Billboard 200